# 北方三島
北方三島（ほっぽうさんとう）は、台湾本島の北東、基隆市に属する棉花嶼、花瓶嶼、彭佳嶼の三島からなる島々の総称である。行政区画上では3島とも基隆市中正区に属する。

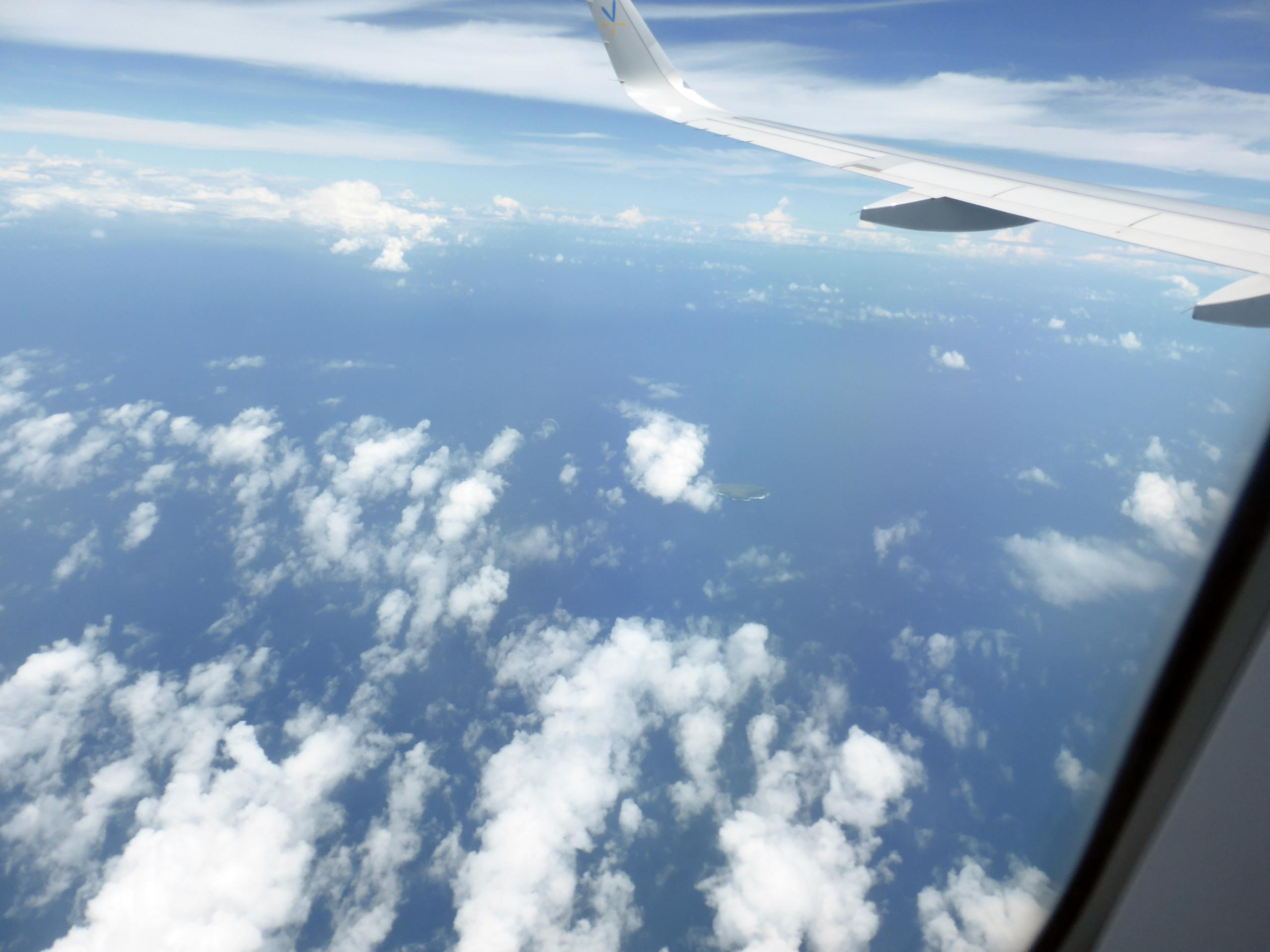
台湾から日本への空路で見られる彭佳嶼

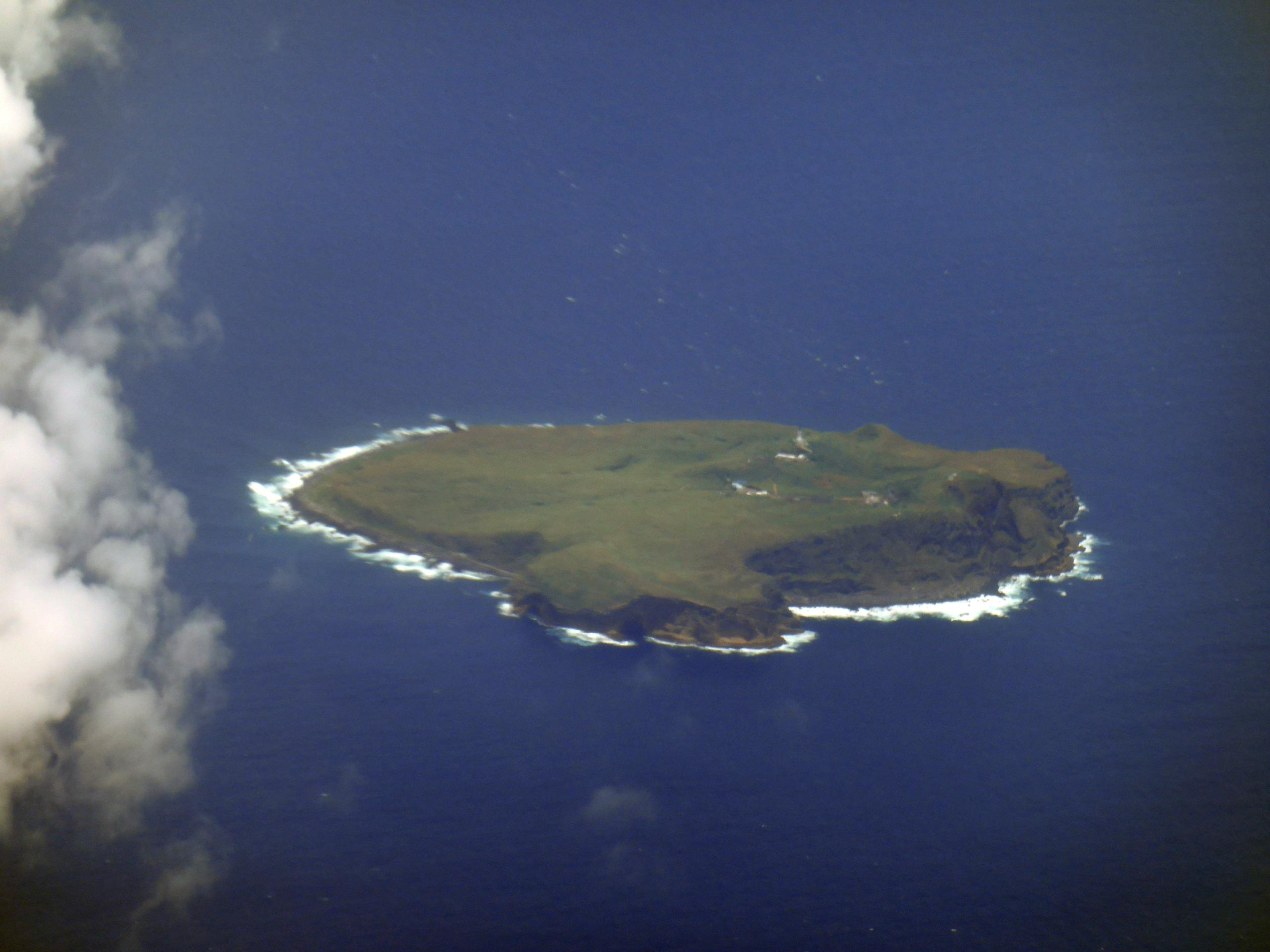
彭佳嶼の拡大写真

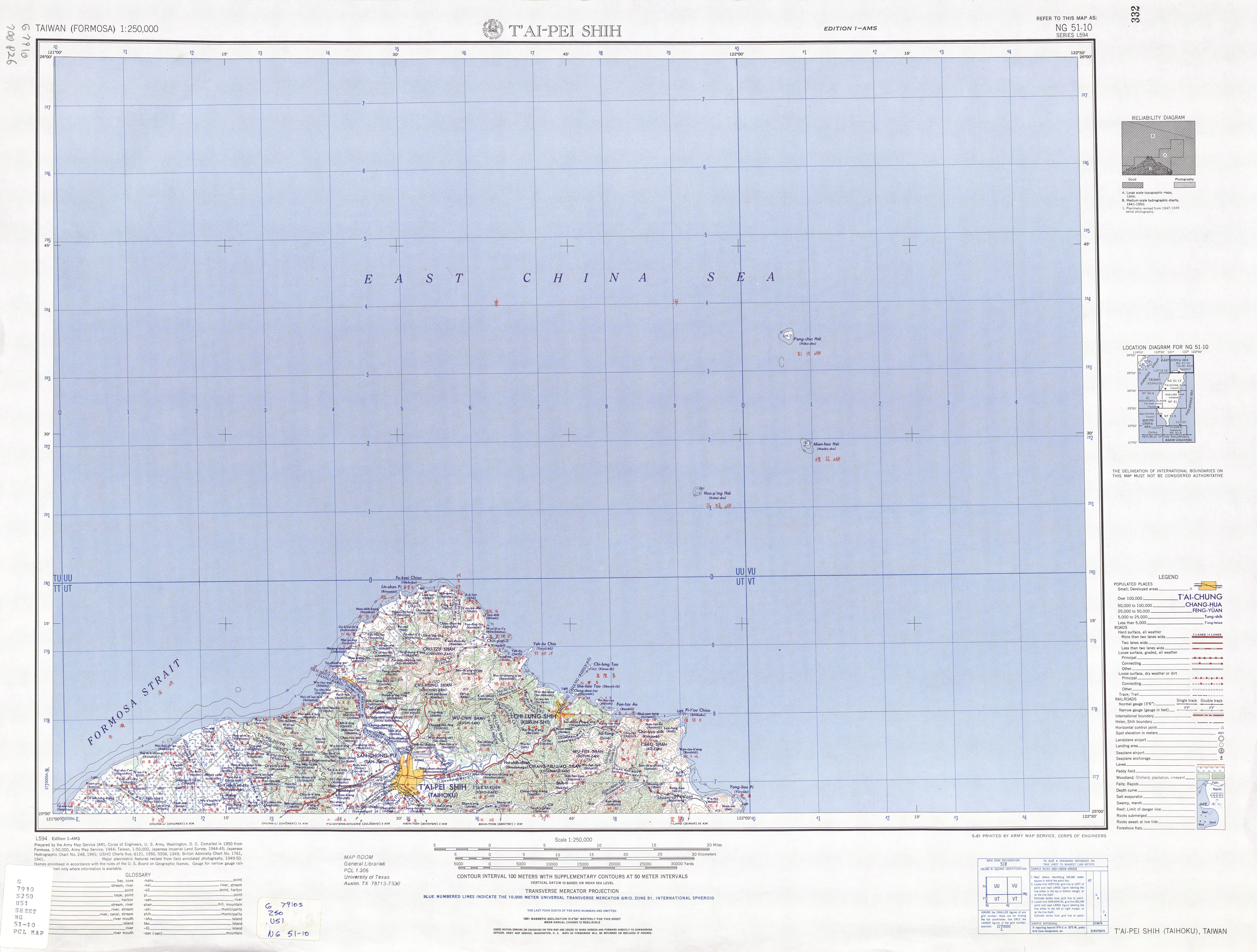
台湾北方三島

## 地形
これら三島は火山活動によってできた島である。

## 生態系

### 植物
風が強いため高木の生長には適さない。

### 動物
三島周辺の海域は良好な漁場となっている。